# Michael Gabel
Michael Gabel (* 12. Januar 1953 in Erfurt) ist ein deutscher römisch-katholischer Theologe, Geistlicher und Hochschullehrer.

## Leben
Gabel absolvierte seine Schulbildung in Erfurt. Dort bestand er 1971 das Abitur mit Auszeichnung. Nachdem er 1971/1972 eine Sprachausbildung in Halle absolviert hatte, schloss sich bis 1976 ein Studium der Theologie mit dem Schwerpunkt Fundamentaltheologie am Philosophisch-Theologischen Studium Erfurt an. Dort wurde er, bevor er am 18. Dezember 1976 das Diplom erhielt, am 15. November 1975 für die Preisarbeit Die Begründung der Menschenwürde nach Vaticanum secundum prämiert. Auch sein Studium absolvierte er mit hervorragenden Bewertungen. In den Jahren 1977 und 1978 absolvierte er das Pastoralseminar mit dem Schwerpunkt Religionspädagogik. Am 24. Juni 1978 empfing er die Priesterweihe und war anschließend als Vikar tätig.
Gabel wurde am 1. August 1981 zum Wissenschaftlichen Assistenten ernannt und am 23. September 1981 als Kandidat zum Lizentiat angenommen. In dieser Zeit bis 1987 war er auch Präfekt am Priesterseminar Erfurt. Am 22. Januar 1985 erhielt er das Lizentiat der Theologie mit der Arbeit Auseinandersetzung mit dem Geistverständnis der Neuzeit bei Max Scheler. Untersuchung zur Kritik an der Neuzeit. Vom 1. Mai 1987 bis zum 30. Juni 1989 war er Dozent der Gemeindereferentenausbildung des Bischöflichen Amtes Erfurt-Meiningen. Vom 1. Juli 1987 bis 30. Juni 1990 war er zudem Mitarbeiter im Seelsorgeamt des Bischöflichen Amtes Erfurt-Meiningen mit dem Titel Pfarrer. Außerdem hatte er ab 1989 einen Lehrauftrag für Fundamentaltheologie inne. Am 5. Mai 1990 wurde er mit der Dissertation Der phänomenologische Denkansatz bei Max Scheler. Untersuchung zum Verständnis der Intentionalität in Max Scheler „Der Formalismus in der Ethik und die materiale Wertethik“ zum Dr. theol. promoviert. Außerdem wurde er als Geistlicher in Ichtershausen tätig. Dort ist er bis heute ehrenamtlich als Priester aktiv.
Gabel war ab 1993 als Dozent für Fundamentaltheologie am Philosophisch-Theologischen Studium aktiv. Zum 1. Oktober 2000 wurde er zum ordentlichen Professor der Theologie ernannt und auf den Lehrstuhl für Fundamentaltheologie und Religionswissenschaft an der Theologischen Fakultät Erfurt berufen. Mit der Integration der Theologischen Fakultät in die Universität Erfurt wurde er ordentlicher Universitätsprofessor und Studiendekan der Fakultät, zuvor war er Prorektor der eigenständigen Fakultät. Von 2008 bis 2010 war er zudem Vorsitzender des Katholisch-Theologischen Fakultätentages in Deutschland sowie von 2009 bis 2013 Vorsitzender, seit 2013 stellvertretender Vorsitzender der Max Scheler Gesellschaft.
Gabel war von 2011 bis 2017 Dekan der Theologischen Fakultät der Universität Erfurt.

## Werke (Auswahl)
Seit 2015 gibt Gabel die Schriftenreihe „Scheleriana“ im Bautz-Verlag heraus.
- Intentionalität des Geistes: der phänomenologische Denkansatz bei Max Scheler – Untersuchung zum Verständnis der Intentionalität in Max Scheler „Der Formalismus in der Ethik und die materiale Wertethik“. Benno-Verlag, Leipzig 1991, ISBN 978-3-7462-0548-9.
- mit Hans Joas (Hrsg.): Von der Ursprünglichkeit der Gabe: Jean-Luc Marions Phänomenologie in der Diskussion. Alber, Freiburg im Breisgau 2007, ISBN 978-3-495-48183-7.
- hrsg. mit Matthias Müller: Erkennen – Handeln – Bewähren. Phänomenologie und Pragmatismus (Scheleriana Band 2). Verlag Traugott Bautz, Nordhausen 2015, ISBN 978-3-95948-003-1.
- mit Jamal Malik und Justyna Okolowicz (Hrsg.): Religionen in Bewegung: interreligiöse Beziehungen im Wandel der Zeit. Aschendorff, Münster 2016, ISBN 978-3-402-15852-4.
- mit Stephan Fritz und Zachary Davis (Hrsg.): Wurzeln der Technikphilosophie (Scheleriana Band 5). Verlag Traugott Bautz, Nordhausen 2020, ISBN 978-3-95948-009-3.